# 雷蒙娜 (南达科他州)
雷蒙娜（英語：Ramona），是美国南达科他州下属的一座城市。根据2010年美国人口普查，该市有人口180人。论人口在本州排行第187。